# Kasteel van Meillant
Het Kasteel van Meillant (Frans: Château de Meillant) is een kasteel in de Franse gemeente Meillant.

## Geschiedenis
Een eerste burcht werd hier gebouwd in de 11e eeuw. Met de bouw van het huidige kasteel werd begonnen rond 1300 in opdracht van Étienne II van Sancerre. De centrale rechthoek van het kasteel en de kapel werden gebouwd vanaf de 15e eeuw door Karel I van Amboise en zijn nakomelingen. De gracht rond het kasteel werd gevoed met water uit de Hivernon. De enige ingang bevond zich aan de oostelijke zijde van het kasteel. In de 18e eeuw werd de slotgracht gedempt.
Vanaf 1842 werd het verwaarloosde kasteel onder leiding van architect Louis Lenormand gerestaureerd.
In 1926 werd het kasteel beschermd als historisch monument.

## Beschrijving
De zuidgevel heeft torens zonder rondgang en met smalle schietgaten en heeft een feodaal karakter bewaard. De oostgevel is gebouwd in de stijl van de Italiaanse renaissance met rijke versieringen en gelijkt op Loire-kasteel. De Tour du Lion is het werk van Giocondo (medewerker van Michelangelo). Deze gotische toren heeft rijke versieringen. De tweede toren, eveneens in gotische stijl, is ouder en soberder.
Het kasteel heeft verder een 16de-eeuwse put en een elegante kapel met 16de-eeuwse glasramen, prachtige lambriseringen. In de kapel is er een retabel van de Rijnlandse school in verguld hout.
Het interieur van het kasteel is deels bemeubeld. Het kasteel telt een tiental vertrekken o.a. de kamer van kardinaal d'Amboise, een nazaat van Karel I van Amboise, die de bouw van het kasteel afrondde. In de kamer van de kardinaal bevindt zich een Vlaams meubel uit de 17de eeuw met schildpad en ivoor. Verder is er het Grand Salon met prachtige Brugse wandtapijten, een loggia voor muzikanten en een bibliotheek met muren in leer van Córdoba.
In de tuinen vindt men vijvers en een ijskelder.
In de bijgebouwen is er een collectie koetsen, auto's, speelgoed, poppenhuizen en schaalmodellen gestald.